# Constitución de Brasil

Bandera de la República Federativa do Brasil.

Escudo de Armas Brasileño.

La Constitución de la República Federativa de Brasil de 1988 (en portugués: Constituição da República Federativa do Brasil de 1988) es la ley fundamental y suprema de Brasil, que sirve de parámetro de validez para todas las demás especies normativas y se sitúa en la cúspide del ordenamiento jurídico.[cita requerida]
Fue aprobada por la Asamblea Nacional Constituyente el 22 de septiembre de 1988 y sancionado el 5 de octubre de 1988. Puede ser considerada la séptima u octava constitución de Brasil y la sexta o séptima constitución brasileña en un siglo de república. 
Se la conoció como la "Constitución Ciudadana", tal como fue concebida en el proceso de redemocratización, que comenzó con el fin de la dictadura militar en Brasil (1964-1985). Consta de 250 artículos, lo que la convierte en la segunda constitución más grande del mundo, después de la constitución de la India. No está permitido proponer reformas que supriman las Cláusulas de Piedra de la Constitución.
A octubre de 2021 se agregaron 119 reformas, de las cuales 111 fueron reformas constitucionales seis reformas constitucionales de revisión, y dos tratados internacionales aprobados en forma equivalente.

## Historia

### Colapso de la dictadura militar
Desde 1964 Brasil ha estado bajo una dictadura militar, y desde 1967 (particularmente sujeto a cambios derivados de las Actas Institucionales) bajo una constitución impuesta por el gobierno federal. El régimen de excepción, en el que se restringían, o incluso se ignoraban, las garantías individuales y sociales, y cuyo fin era garantizar los intereses de la dictadura, interiorizado en conceptos como seguridad nacional, restricción de garantías fundamentales, opositores torturados y asesinados. Durante el proceso de apertura política, el deseo de dotar a Brasil de una nueva Constitución, defendiendo los valores democráticos. Un anhelo que se convirtió en necesidad tras el fin de la dictadura militar y la redemocratización de Brasil, a partir de 1985.[cita requerida]

### Asamblea Constituyente de 1987
La Asamblea Nacional Constituyente de 1987 fue instalada en el Congreso Nacional, en Brasilia, el 1 de febrero de 1987, como resultado de la Enmienda Constitucional n.º 26, de 1985, con el objetivo de elaborar una Constitución democrática para Brasil, después del 21 años bajo régimen militar. Su convocatoria fue el resultado de un compromiso asumido durante la campaña presidencial de Tancredo Neves (1910-1985), el primer presidente civil electo, por voto indirecto, después de la dictadura. El presidente, sin embargo, murió antes de asumir el cargo. Quedó en manos de José Sarney hacerse cargo del Palacio de Planalto e instalar la Asamblea. Los trabajos de la Asamblea Constituyente terminaron el 22 de septiembre de 1988, después de la votación y aprobación del texto final de la nueva Constitución brasileña.
En vigor desde 1988, consta de 250 artículos, es la segunda constitución más grande del mundo; el primer lugar lo ocupa la ley máxima de la India. A septiembre de 2020 se han incorporado 116 reformas, de las cuales 108 son reformas constitucionales seis reformas constitucionales de revisión. y dos tratados internacionales aprobados en forma equivalente.
El 5 de octubre de 2013, la Constitución cumplió 25 años de vigencia y la fecha fue celebrada en varias entidades y movimientos sociales, entre los cuales: fue el acto del Consejo Federal de la OAB, en Brasilia, que reunió a juristas, líderes de movimientos organizados y políticos que participaron en la Asamblea Constituyente, incluidos los expresidentes Lula y José Sarney. En la noche de la misma fecha, el programa Repórter Senado de TV Senado emitió un especial de una hora y 10 minutos sobre los hechos, sugerencias populares y debates de la constituyente y sus consecuencias en los 25 años de vigencia de la Carta Constitucional.
El 29 de octubre de 2013, se realizó una sesión especial en el Congreso Nacional de Brasil alusivo al 25° aniversario de la Carta Política con la participación de actores políticos y sociales de la época de la constitución y se entregó la Medalla Ulises Guimarães a varias personalidades, entre ellos, Bernardo Cabral quien fue ponente en la asamblea que construyó el texto constitucional de 1988. Como parte de las celebraciones, el Gobierno Federal lanzó una versión de la Constitución en texto, audio y lenguaje de señas, atendiendo así una demanda de accesibilidad para millones de brasileños con discapacidades sensoriales.

## Características

### Inspiraciones

Portada de la Constitución original de 1988 en custodia del Archivo Nacional.

El expresidente João Goulart presentó en 1964 una serie de propuestas de reforma, cuyo conjunto pasó a ser conocido como Reformas Básicas . Parte de estas propuestas fueron adoptadas por la Nueva Constitución, tomando como ejemplo la Medida Provisional, los monopolios estatales en la economía, el voto de los analfabetos y la función social de la propiedad.
La Constitución de la República Portuguesa de 1976 también es señalada como una de las influencias para el texto brasileño de 1988. El ministro Gilmar Mendes, del Supremo Tribunal Federal, ve esta relación como “señalada y manifiesta” en materia de derechos fundamentales. Los doctrinarios también señalan similitudes en materia de revisión judicial.
Una constitución directiva o de compromiso es aquella que esboza los objetivos que debe perseguir el Estado. Reciben también el nombre de constitución programática o directiva. Las ideas fueron desarrolladas por el jurista portugués José Joaquim Gomes Canotilho en su obra Constituição Dirigente e Vinculação do Legislador, 1982. Esto ejerció una enorme influencia en la Constitución de 1988. La Constitución de 1988 es un ejemplo de Constitución rectora, pues consagra numerosas normas programáticas, como, por ejemplo, las que establecen los objetivos fundamentales de la Federación República del Brasil prevista en el artículo 3.

### Conquistas

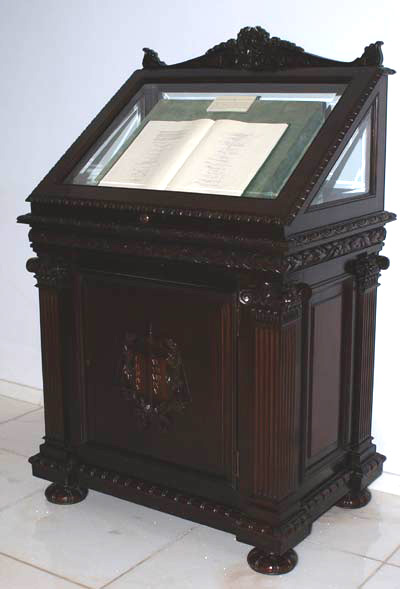
Una de las ediciones originales de la Constitución de 1988, en el Museo del Supremo Tribunal Federal.

Independientemente de las controversias de carácter político, la Constitución Federal de 1988 garantizó varias garantías constitucionales, con el objetivo de dar mayor efectividad a los derechos fundamentales, permitiendo la participación del Poder Judicial siempre que exista lesión o amenaza de lesión de derechos. Para demostrar el cambio que estaba ocurriendo en el sistema de gobierno brasileño, que recientemente había salido de un régimen autoritario, la constitución de 1988 calificó la tortura y las acciones armadas contra el estado democrático y el orden constitucional como delitos no sujetos a fianza, creando así disposiciones constitucionales para golpes de bloque de cualquier naturaleza.
Es el más completo y extenso de todos los anteriores en lo que se refiere a Derechos y Garantías Fundamentales. Según el jurista italiano Luigi Ferrajoli, es uno de los más avanzados del mundo en cuanto a derechos y garantías fundamentales. Expertas señalan que la Constitución de 1988 trajo avances en el reconocimiento de los derechos individuales y sociales de las mujeres. Otros sostienen que la Constitución fue un hito en los derechos indígenas. También se destaca como avance la protección del medio ambiente.
Con la nueva constitución se conquistó el mayor derecho de un ciudadano que vive en una democracia representativa: se determinó la elección directa para los cargos de Presidente de la República, Gobernador del Estado y del Distrito Federal, Alcalde Federal, Estatal y Distrital. Diputado, Senador y Concejal.[cita requerida] La Carta Magna de 1988 es elogiada por haber restablecido la democracia. Para Gilmar Mendes, la nueva Constitución aseguró el período más largo de estabilidad institucional en la historia republicana brasileña.
Por primera vez, una Constitución brasileña define la función social de la propiedad privada urbana, previendo la existencia de instrumentos urbanísticos que, interfiriendo con el derecho a la propiedad (que a partir de ahora ya no se consideraría inviolable), apuntaría a romper con la lógica de la especulación inmobiliaria. La definición y regulación de tales instrumentos, sin embargo, recién se dio con el otorgamiento del Estatuto de la Ciudad en 2001.
Antes de la Constitución, el Ministerio público estaba subordinado al Poder Judicial. La constituyente otorgó al Ministerio Público autonomía e independencia sin subordinación a la estructura de Poderes del Estado. Esta distinción se ha considerado fundamental para avanzar en la lucha contra la corrupción. Algunos argumentan que las acciones anticorrupción, como la Operación Lava Jato, solo fueron posibles gracias a las nuevas atribuciones conferidas por la Carta Magna de 1988.

### Estructura
La Constitución de 1988 se divide en nueve títulos; son ellos:[cita requerida]
| Título I — Principios Fundamentales                               | Del artículo 1 al 4 se exponen las bases sobre las cuales se constituye la República Federativa de Brasil. |
| Título II — Derechos y Garantías Fundamentales                    | Desde los artículos 5 al 17 se enumeran una serie de derechos y garantías, agrupados en cinco grupos básicos: - Capítulo I: Derechos y deberes individuales y colectivos. - Capítulo II: Derechos Sociales. - Capítulo III: Nacionalidad. - Capítulo IV: Derechos Políticos. - Capítulo V: Partidos Políticos. Las garantías insertadas allí (muchas de las cuales no existían en Constituciones anteriores) representaron un hito en la historia brasileña. |
| Título III — Organización Estatal                                 | Del artículo 18 al 43 se define la organización político-administrativa, esto es, las atribuciones de cada entidad de la federación (Unión, Estados, Distrito Federal y Municipios); además, se ocupan de las situaciones excepcionales de intervención en las entidades federativas, de la administración pública y de los servidores públicos militares y civiles, así como de las regiones del país y su integración geográfica, económica y social.      |
| Título IV — Organización de Poderes                               | Los artículos 44 a 135 definen la organización y atribuciones de cada uno de los poderes (Poder ejecutivo, Poder legislativo y Poder judicial), así como los agentes que intervienen. También definen los procesos legislativos, incluidos los que modifican la Constitución. |
| Título V — Defensa del Estado y de las Instituciones Democráticas | Los artículos 136 a 144 definen temas relacionados con la seguridad nacional, regulando la intervención del Gobierno Federal a través de los decretos de Estado de Defensa, Estado de Sitio, intervención de las Fuerzas Armadas y Seguridad Pública. |
| Título VI — Fiscalidad y Presupuesto                              | Del 145 al 169 se establecen las limitaciones tributarias de los poderes públicos (Unión, Estados, Distrito Federal y Municipios), organizando el sistema tributario y detallando los tipos de impuestos y quién es responsable de recaudarlos. También se ocupan de la participación en los ingresos y de las normas para la elaboración del presupuesto público.                                                                                           |
| Título VII — Orden Económico y Financiero                         | Los artículos 170 a 192 regulan la actividad económica y financiera, así como las políticas urbana, agraria y de reforma agraria, tratando también del sistema financiero nacional. |
| Título VIII — Orden Social                                        | Los artículos 193 a 232 tratan temas relacionados con la buena convivencia y el desarrollo social de los ciudadanos, como deberes del Estado, a saber: seguridad social (salud pública, seguridad social y asistencia social); educación, cultura y deporte; ciencia y tecnología; comunicación social; medio ambiente; familia (incluyendo en este sentido a niños, adolescentes y ancianos); y poblaciones indígenas.                                      |
| Título IX — Disposiciones Constitucionales Generales              | Del artículo 234 al 250 (el artículo 233 fue derogado) se tratan disposiciones que tratan de temas diversos y que no estaban incluidas en otros títulos con carácter general por tratarse de materias muy específicas. |

### Enmiendas constitucionales

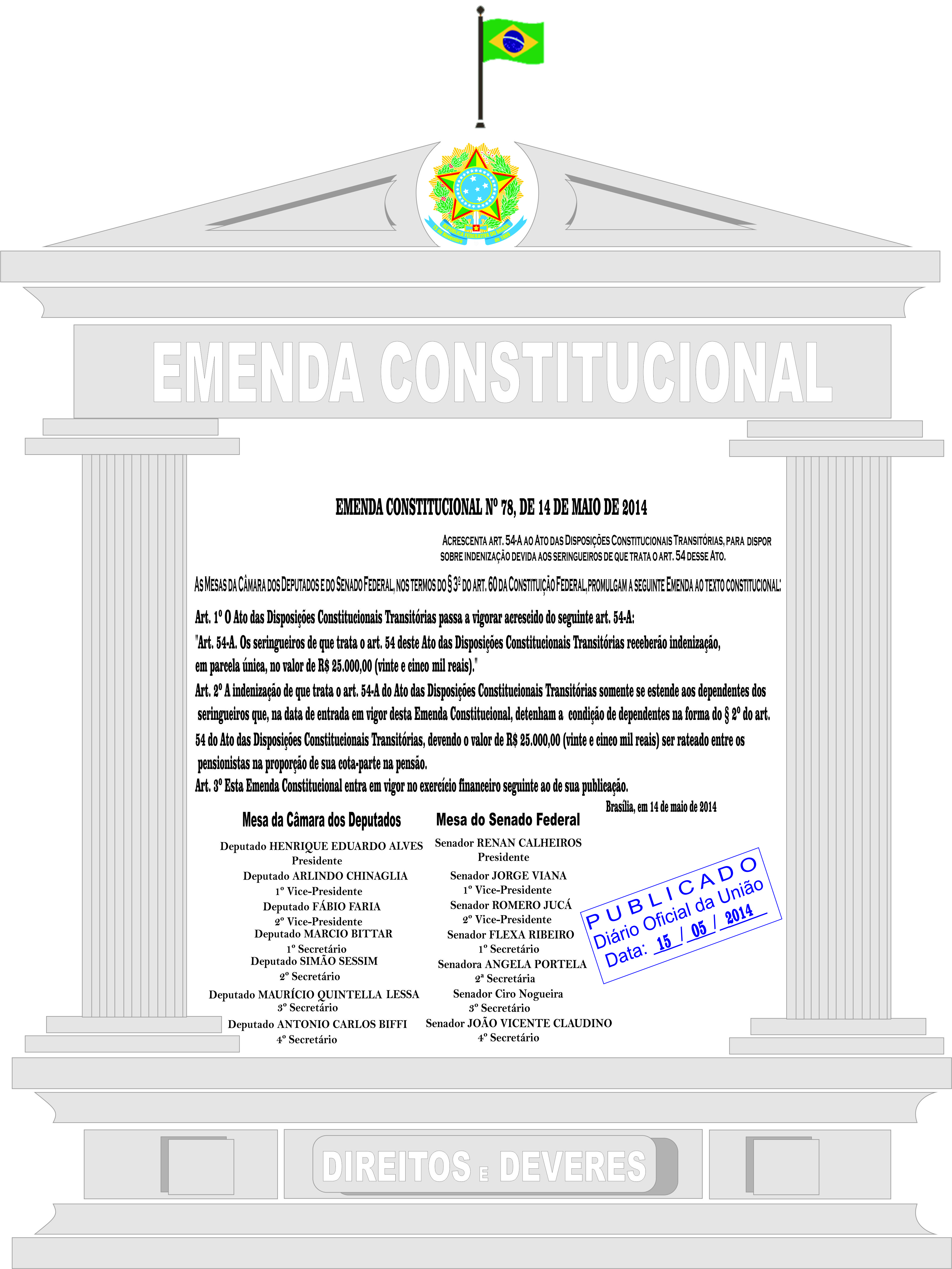
Pórtico con el texto y sellos de la Enmienda Constitucional n.º 78, del 14 de mayo de 2014.

El artículo 60 de la Constitución establece las reglas para el proceso de elaboración y aprobación de las Reformas Constitucionales. La reforma puede ser propuesta por el Congreso Nacional (un tercio de la Cámara de Diputados o el Senado Federal), por el presidente de la República o por más de la mitad de las Asambleas Legislativas de los gobiernos estatales. Una enmienda es aprobada solo si las tres quintas partes de la Cámara de Diputados y el Senado Federal aprueban la propuesta, en dos vueltas de votación.
Las reformas constitucionales deben prepararse respetando ciertas limitaciones, definidas por el artículo 60. Existen limitaciones materiales, conocidas como cláusulas pétreas (§ 4), limitaciones circunstanciales (§ 1), limitaciones formales o de procedimiento (ítems I, II, III, § 3. º). También hay una forma definida de deliberación (§ 2) y promulgación (§ 3. º).
Implícitamente, se considera que el art. 60 de la Constitución es inalterable, ya que las reformas a este artículo permitirían una revisión completa de la Constitución. En los casos no previstos en el art. 60, es posible proponer enmiendas. Los órganos competentes para presentar reformas son: la Cámara de Diputados, el Senado Federal, el presidente de la República y más de la mitad de las Asambleas Legislativas de las unidades de la Federación, manifestándose cada una por la mayoría relativa de sus miembros.
Los derechos fundamentales, previstos en los apartados del artigo 5, tampoco incluyen modificaciones que reduzcan su contenido o ámbito de aplicación.
La reforma constitucional de revisión, según el art. 3 de la ADCT (Ley de Disposiciones Constitucionales Transitorias), además de tener implícitamente las mismas limitaciones materiales y circunstanciales, y los mismos sujetos legítimos que el procedimiento común de reforma constitucional, también tenía una limitación temporal -solo se preveía una revisión constitucional, 5 años después de su promulgación, celebrándose en 1993. Sin embargo, a diferencia de las reformas comunes, tuvo un procedimiento de deliberación parlamentaria más sencillo para reformar el texto constitucional por la mayoría absoluta de los parlamentarios, en sesión unicameral y promulgación dada por la Mesa del Congreso Nacional.
La Constitución brasileña ya pasó por 116 reformas en su texto original, con 108 enmiendas constitucionales, la última promulgada el 27 de agosto de 2020 y seis enmiendas de revisión constitucional y dos tratados internacionales aprobados de forma equivalente. La única Revisión Constitucional general prevista por la Ley Fundamental brasileña tuvo lugar el 5 de octubre de 1993 y ya no podía sufrir enmiendas de revisión. Aun así, hubo tentativas, como la Propuesta de Reforma a la Constitución (PEC) 157, del diputado Luiz Carlos Santos, que preveía la convocatoria de una Asamblea de Revisión Constitucional en enero de 2007.

### Remedios constitucionales
La Constitución de 1988 incluía, entre otros derechos, acciones y garantías, los llamados "Recursos Constitucionales". Se entiende por Recursos Constitucionales las garantías constitucionales, es decir, los instrumentos jurídicos para hacer efectivo el ejercicio de los derechos constitucionales.
Los Recursos Constitucionales (enumerados a continuación) están previstos en el artigo 5 y el artigo 129, fracción III, de la Constitución de 1988:
- Habeas data (artículo 5 . º, Inciso LXXII y Ley n.º 9 507 de 1997[37] ) — tiene por objeto garantizar al individuo el acceso a la información que le concierne contenida en el registro de bases de datos de entidades gubernamentales o públicas o la rectificación de esta datos, cuando el particular no prefiera hacerlo a través de un proceso confidencial, administrativo o judicial.
- Acción Popular (artículo 5 . º, inciso LXXIII y Ley n.º 4.717 de 1965)[38] — Tiene por objeto anular un acto lesivo a los bienes públicos y sancionar a los responsables.
- Acción civil pública (artículo 129, Inciso III) — tiene por objeto reparar un acto lesivo a los intereses previstos en el Artículo 1 (todos los incisos) de la Ley n.º 7.347.
- Habeas corpus (artículo 5 . º, inciso LXVIII) — Instrumento muy tradicional de garantía del derecho, asegura la reparación o prevención del derecho de ir y venir, constreñido por la ilegalidad o el abuso de poder.
- Auto de mandamus (artículo 5 . º, inciso LXIX) — usado individualmente, tiene por objeto proteger un líquido y cierto derecho, no respaldado por habeas corpus o habeas data
- Auto de Mandamus Colectivo (artículo 5 . º, inciso LXX)— utilizado colectivamente, tiene por objeto proteger los derechos de los partidos políticos, órganos sindicales, entidades clasistas y asociaciones legalmente constituidas en defensa de los intereses de sus afiliados o asociados.
- Mandato de amparo (artículo 5 . º, inciso LXXI) — utilizado para posibilitar el ejercicio de un derecho constitucionalmente previsto que depende de la regulación.

## Impresiones

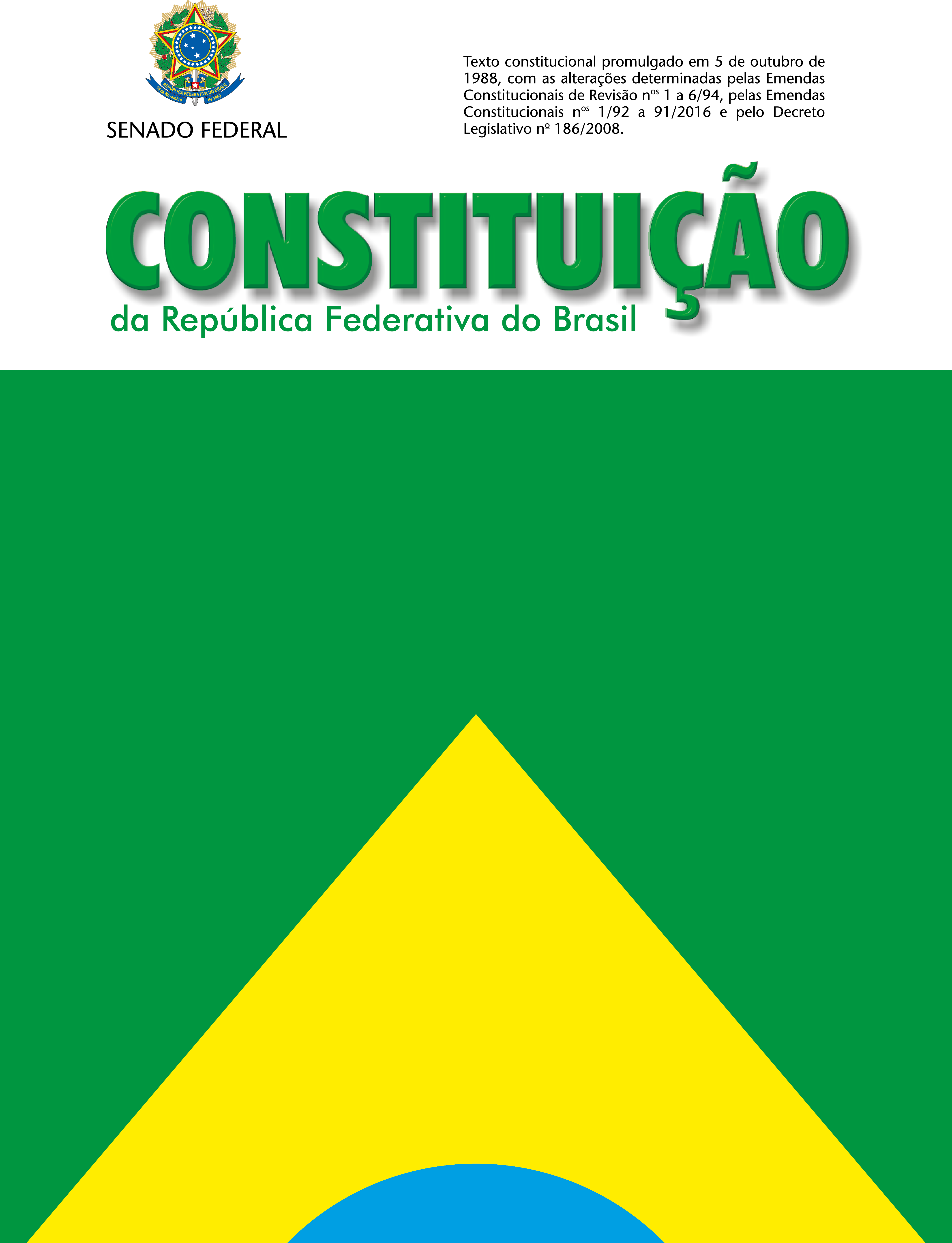
Portada creada por Cosme Coelho Rocha.

La portada de la actual Constitución brasileña fue creada en 1988 por el artista Cosme Coelho Rocha, habiendo sido aprobada por Ulysses Guimarães, "por su sencillez y su simbolismo". Cosme rediseñó la bandera de Brasil, haciéndola más simple, sin las estrellas y sin el estandarte "Ordem e Progresso". Se colocó en vertical, para transmitir la idea de algo que "nacía, comenzaba a crecer".
En 1998, el Senado Federal imprimió una versión, en tres volúmenes, todos en Braille, con reimpresiones posteriores.

## Reseñas
La Constitución Federal de 1988 es criticada en la doctrina por ser demasiado extensa, prolija y analítica. Esta característica obligó a reformar la Constitución en varias ocasiones, en procesos políticamente costosos, para adaptarse a los cambios de la sociedad.
Otra crítica es que la Constitución Federal de 1988 reproduce un modelo de capitalismo de Estado, ampliando los monopolios estatales y las regulaciones, que permitió al Estado brasileño, en 2017, tener participaciones en más de 650 empresas, involucradas en una tercera parte. del PIB nacional. Este modelo también creó restricciones para la actuación de empresas extranjeras en varios campos con consecuencias nefastas para el crecimiento del país. A juicio de algunos estudiosos, este modelo económico favorece el patrimonialismo y la corrupción.
Una parte de la doctrina ha culpado a la Constitución. Raúl Jungmann criticó el hecho de que la Constitución otorgara a los estados la responsabilidad de la seguridad pública, dejando a la Unión con un rol residual. Esto habría permitido el crecimiento de facciones como Primeira Comando da Capital y Comando Vermelho. En la visión de Alexandre de Moraes, Brasil confundió el respeto a la dignidad de la persona humana con la indulgencia hacia los líderes criminales.
También se culpa a la Constitución de haber ralentizado un sistema procesal. Brasil tiene el trigésimo sistema judicial más lento entre 133 países, según el Banco Mundial. Esto ha llevado al poder judicial a utilizar las detenciones provisionales como anticipación de la sentencia. En 2015, más del 40% de los presos en Brasil eran provisionales.
Un estudio del Banco Mundial criticó la Constitución Federal de 1988 por haber ampliado los privilegios para el servicio civil, agravando la desigualdad de ingresos en Brasil. Según estudios, la remuneración y jubilación de los servidores públicos son desproporcionadamente altas. En 2015, el déficit del Gobierno Federal con la jubilación de aproximadamente 1 millón de servidores públicos en la Unión fue mayor al total registrado con 33 millones de jubilados del sector privado. Para el Banco Mundial, los funcionarios constituyen la quinta parte más rica de la población brasileña. Para Roberto Brant, la Constitución Federal fue capturada por grupos de funcionarios en 1988. El filósofo Fernando Schüler sostiene que Brasil fue contra la corriente en la década de 1980: "Mientras el mundo intentaba ajustar el Estado a la globalización y modernizar la gestión pública, Brasil apostó por un superestado burocrático en la Constitución de 1988. Ofrecemos estabilidad laboral rígida a los servidores públicos, mezclamos las carreras estatales con las carreras comunes de servicio público, creamos la ley de licitaciones, enyesamos los presupuestos y eliminamos cualquier espacio para la meritocracia en el espacio público.” Para el jurista Modesto Carvalhosa, sólo una nueva constitución “principlológica” acabaría con los privilegios de la Carta Magna de 1988.
La Constitución Federal de 1988 también es criticada por haber adoptado un foro especial de prerrogativa de función considerado uno de los más amplios del mundo, juristas entienden que esta ampliación fomenta la corrupción. Una cuarta parte de las actuaciones de la Jurisdicción Privilegiada tardan más de diez años en ser juzgadas. El STF tarda 1.300 días en juzgar acciones penales contra personas con fuero privilegiado. Entre 2001 y 2017, se prescribieron 200 acciones del Foro Privilegiado.
También se critica la exigencia de sentencia firme para la ejecución de la pena. Para el juez Sergio Moro, esperar la decisión final contribuye a la impunidad. Según el ministro Teori Zavascki, tras la confirmación de una sentencia penal en segundo grado, ya no se podía hablar del principio de no culpabilidad, ya que "los recursos excepcionales, para los tribunales de superposición, no tienen capacidad para tratar hechos y pruebas". 193 de los 194 países miembros de la ONU tienen prisión en 1.ª o 2.ª instancia.
En el aspecto electoral, la Constitución adoptó el voto obligatorio. Entre las 15 economías más grandes del mundo, Brasil es el único país en el que el voto es obligatorio. Una encuesta de 2014 muestra que la asistencia obligatoria a las elecciones es rechazada por el 61% de los brasileños. Algunos académicos cuestionan si es democrático obligar a la gente a votar. Por otro lado, los Ministros del Supremo Tribunal Federal, Luís Roberto Barroso y Alexandre de Moraes, sostienen que la función del voto obligatorio es alejar el radicalismo de la política, ya que "los moderados generalmente no votan, los radicales no dejan de votar"., en palabras de Barroso.
La Constitución adoptó un modelo socialdemócrata de organización estatal, tal como lo define el columnista del diario O Estado de S. Paulo Luiz Sérgio Henriques. Para el profesor y abogado Marco Aurélio Marrafon, presidente de la Academia Brasileña de Derecho Constitucional, la Constitución brasileña de 1988 organizó el Estado según el modelo socioeconómico de un estado de bienestar social, en el que se pretende reconciliar "el componente liberal de derechos individuales y limitación del poder estatal, con intervención económica directa y promoción de políticas públicas, con el fin de redistribuir los recursos y reducir las desigualdades sociales". Para financiar el modelo de estado del bienestar era necesario elevar la presión fiscal, que pasó del 23,4% del PIB en 1988 al 33,6% del PIB en 2005, y vincular los ingresos presupuestarios . Así, la Unión alcanzó el 93% del gasto obligatorio en 2017, reduciendo el margen de maniobra del gobierno y afectando las inversiones. Esta opción política es criticada por algunos estudiosos.
Doctrinarios critican un supuesto poder excesivo otorgado al Colegio de Abogados de Brasil por la Constitución. El filósofo y periodista brasileño Hélio Schwartsman considera que la Constitución de 1988 confirió "poderes desproporcionados" a los abogados "como nombrar jueces, redactar leyes, proponer acciones directas de inconstitucionalidad y definir quién puede y quién no puede ser abogado". Roberto Campos, economista, exsenador y ministro de Planificación de Brasil en los primeros años de la dictadura militar señaló que “La OAB logró la hazaña de ser mencionada tres veces en lo que define como la “Constitución sin sentido” de 1988. Según él, "es quizás el único caso en el mundo en el que un club profesional ha alcanzado la sacralidad en el texto constitucional".